# Theodor Rogalski

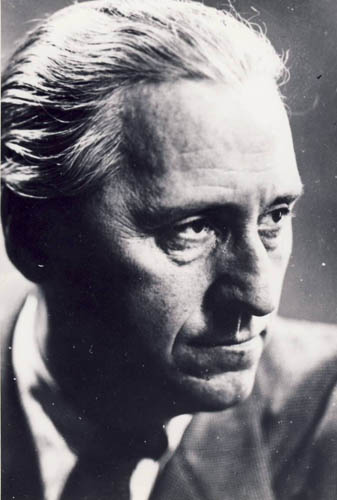
Theodor Rogalski

Theodor Rogalski (* 11. April 1901 in Bukarest; † 2. Februar 1954 in Zürich, Schweiz) war ein rumänischer Komponist.
Rogalski studierte bei Alfonso Castaldi und Dimitrie Cuclin am Bukarester Konservatorium, in Leipzig bei Sigfrid Karg-Elert und an der Schola Cantorum in Paris bei Vincent d’Indy und Maurice Ravel. Er wirkte als Dirigent des Rumänischen Rundfunkorchesters und des Sinfonieorchesters von Bukarest und unterrichtete am Konservatorium der Stadt. 
Er komponierte neben sinfonischen und kammermusikalischen Werken auch Filmmusiken.

## Werke
- Sonate für Klavier, 1919
- Fresca antica, 1923
- Streichquartett, 1925
- Două dansuri românești pentru suflători, baterie și pian la patru mâini, 1926
- Două schite simfonice: Înmormântare la Pătrunjel și Paparudele, 1926
- Trei balade românești: Iancu Jianu, Mihu Copilul, Toma Alimoș, 1940
- Trei dansuri românești: Joc din Ardeal, Gaida, Hora din Muntenia, 1950